# Goya (filmprijs)
De Goya is een jaarlijkse filmprijs die wordt uitgereikt door de Academia de las Artes y las Ciencias Cinematográficas de España (de Spaanse Academie voor de Wetenschap der Kunsten en Cinematografie). De prijs bestaat uit een bronzen borstbeeldje van Francisco Goya.
De Goya werd in 1987 ingesteld omdat er behoefte was aan een Spaanse filmprijs in de stijl van de Franse César. Sindsdien wordt de prijs aan het begin van elk jaar uitgereikt, in een ceremonie die lijkt op die van de uitreiking van de Academy Award. De aandacht gaat vooral uit naar Spaanse filmproducties, alsmede naar films uit Latijns-Amerika in de categorie “buitenlandse film in de Spaanse taal”. De prijs wordt altijd uitgereikt in Madrid. Uitzonderling op die regel was de prijsuitreiking in 2000, die plaatsvond in Barcelona.

## Categorieën
Er bestaan 28 prijscategorieën, en een ere-Goya. Tot 1999 werden per categorie drie films genomineerd. Sindsdien zijn er vier nominaties per categorie.
| Categorie                    | Officiële benaming                          | Wordt uitgereikt sinds |
| ---------------------------- | ------------------------------------------- | ---------------------- |
| Beste film                   | Mejor película                              | 1987                   |
| Beste regisseur              | Mejor director                              | 1987                   |
| Beste acteur                 | Mejor interpretación masculina protagonista | 1987                   |
| Beste actrice                | Mejor interpretación femenina protagonista  | 1987                   |
| Beste mannelijke bijrol      | Mejor interpretación masculina de reparto   | 1987                   |
| Beste vrouwelijke bijrol     | Mejor interpretación femenina de reparto    | 1987                   |
| Beste origineel scenario     | Mejor guion original                        | 1989                   |
| Beste bewerkt scenario       | Mejor guion adaptado                        | 1989                   |
| Beste debuterend acteur      | Mejor actor revelación                      | 1995                   |
| Beste debuterend actrice     | Mejor actriz revelación                     | 1995                   |
| Beste Ibero-Amerikaanse film | Mejor película iberoamericana               | 1987                   |
| Beste Europese film          | Mejor película europea                      | 1993                   |
| Beste debuterend regisseur   | Mejor director novel                        | 1990                   |
| Beste animatiefilm           | Mejor película de animación                 | 1990                   |
| Beste camerawerk             | Mejor fotografía                            | 1987                   |
| Beste montage                | Mejor montaje                               | 1987                   |
| Beste artdirector            | Mejor dirección artística                   | 1987                   |
| Beste productiemanager       | Mejor dirección de producción               | 1988                   |
| Beste geluid                 | Mejor sonido                                | 1987                   |
| Beste speciale effecten      | Mejores efectos especiales                  | 1988                   |
| Beste kostuums               | Mejor diseño de vestuario                   | 1987                   |
| Beste grime en haarstijl     | Mejor maquillaje y peluquería               | 1987                   |
| Beste filmmuziek             | Mejor música original                       | 1987                   |
| Beste origineel nummer       | Mejor canción original                      | 2002                   |
| Beste korte film             | Mejor cortometraje de ficción               | 1990                   |
| Beste korte animatiefilm     | Mejor cortometraje de animación             | 1995                   |
| Beste documentaire           | Mejor película documental                   | 2002                   |
| Beste korte documentaire     | Mejor cortometraje documental               | 1993                   |
| Ere-Goya                     | Goya de honor                               | 1987                   |

## Uitreikingsceremonies
| Datum            | Ceremonie                            | Presentator(en)                                                                          |
| ---------------- | ------------------------------------ | ---------------------------------------------------------------------------------------- |
| 17 maart 1987    | 1ste uitreiking van de Premios Goya  | Fernando Rey                                                                             |
| 22 maart 1988    | 2de uitreiking van de Premios Goya   | Fernando Rey                                                                             |
| 21 maart 1989    | 3de uitreiking van de Premios Goya   | Verónica Forqué, Antonio Resines                                                         |
| 10 maart 1990    | 4de uitreiking van de Premios Goya   | Carmen Maura, Andrés Pajares                                                             |
| 16 februari 1991 | 5de uitreiking van de Premios Goya   | Lydia Bosch, Jorge Sanz                                                                  |
| 7 maart 1992     | 6de uitreiking van de Premios Goya   | Aitana Sánchez-Gijón, José Coronado                                                      |
| 13 maart 1993    | 7de uitreiking van de Premios Goya   | Imanol Arias                                                                             |
| 21 januari 1994  | 8ste uitreiking van de Premios Goya  | Rosa María Sardà                                                                         |
| 21 januari 1995  | 9de uitreiking van de Premios Goya   | Imanol Arias                                                                             |
| 25 januari 1996  | 10de uitreiking van de Premios Goya  | Verónica Forqué, Javier Gurruchaga                                                       |
| 25 januari 1997  | 11de uitreiking van de Premios Goya  | Carmen Maura, Juanjo Puigcorbé                                                           |
| 31 januari 1998  | 12de uitreiking van de Premios Goya  | El Gran Wyoming                                                                          |
| 23 januari 1999  | 13de uitreiking van de Premios Goya  | Rosa María Sardà                                                                         |
| 29 januari 2000  | 14de uitreiking van de Premios Goya  | Antonia San Juan                                                                         |
| 3 februari 2001  | 15de uitreiking van de Premios Goya  | María Barranco, José Coronado, Loles León, Imanol Arias, Concha Velasco, Pablo Carbonell |
| 2 februari 2002  | 16de uitreiking van de Premios Goya  | Rosa María Sardà                                                                         |
| 1 februari 2003  | 17de uitreiking van de Premios Goya  | Alberto San Juan, Guillermo Toledo                                                       |
| 31 januari 2004  | 18de uitreiking van de Premios Goya  | Cayetana Guillén Cuervo, Diego Luna                                                      |
| 30 januari 2005  | 19de uitreiking van de Premios Goya  | Antonio Resines, Maribel Verdú, Montserrat Caballé                                       |
| 29 januari 2006  | 20ste uitreiking van de Premios Goya | Concha Velasco, Antonio Resines                                                          |
| 28 januari 2007  | 21ste uitreiking van de Premios Goya | José Corbacho                                                                            |
| 3 februari 2008  | 22ste uitreiking van de Premios Goya | José Corbacho                                                                            |
| 1 februari 2009  | 23ste uitreiking van de Premios Goya | Carmen Machi, Muchachada Nui                                                             |
| 14 februari 2010 | 24ste uitreiking van de Premios Goya | Andreu Buenafuente                                                                       |
| 13 februari 2011 | 25ste uitreiking van de Premios Goya | Andreu Buenafuente                                                                       |
| 19 februari 2012 | 26ste uitreiking van de Premios Goya | Eva Hache                                                                                |
| 17 februari 2013 | 27ste uitreiking van de Premios Goya | Eva Hache                                                                                |
| 9 februari 2014  | 28ste uitreiking van de Premios Goya | Manel Fuentes                                                                            |
| 7 februari 2015  | 29ste uitreiking van de Premios Goya | Dani Rovira                                                                              |
| 6 februari 2016  | 30ste uitreiking van de Premios Goya | Dani Rovira                                                                              |
| 4 februari 2017  | 31ste uitreiking van de Premios Goya | Dani Rovira                                                                              |
| 3 februari 2018  | 32ste uitreiking van de Premios Goya | Joaquín Reyes, Ernesto Sevilla                                                           |
| 2 februari 2019  | 33ste uitreiking van de Premios Goya | Silvia Abril, Andreu Buenafuente                                                         |
| 25 januari 2020  | 34ste uitreiking van de Premios Goya | Silvia Abril, Andreu Buenafuente                                                         |
| 6 maart 2021     | 35ste uitreiking van de Premios Goya | Antonio Banderas, María Casado                                                           |
| 12 februari 2022 | 36ste uitreiking van de Premios Goya | geen                                                                                     |
| 11 februari 2023 | 37ste uitreiking van de Premios Goya | Antonio de la Torre, Clara Lago                                                          |
| 10 februari 2024 | 38ste uitreiking van de Premios Goya | Ana Belén, Javier Ambrossi, Javier Calvo                                                 |